# Orgilus geijskesi
Orgilus geijskesi är en stekelart som beskrevs av Van Achterberg 1987. Orgilus geijskesi ingår i släktet Orgilus och familjen bracksteklar. Inga underarter finns listade i Catalogue of Life.